# Miguel da Bulgária
Miguel (em búlgaro:  Михаил - Mihail) foi o filho mais velho do imperador Simeão I da Bulgária. A data de seu nascimento é desconhecida, mas é certo que foi antes de 900. Ele morreu inesperadamente em 927.

## História
Simeão preferiu nomear seu filho mais novo, Pedro, como herdeiro aparente, possivelmente por que ele era filho de sua segunda (e última) consorte. Miguel, filho do primeiro casamento, teve que fazer os votos monásticos e se tornou um monge. Sentindo-se negligenciado, Miguel conspirou para tentar tomar o trono à força.
Quando Pedro foi coroado em 927, Miguel conseguiu escapar do mosteiro e capturou uma fortaleza na região da Macedônia, de onde declarou seu objetivo de tomar o trono. Inicialmente, ele obteve algum sucesso, pois muitos búlgaros se juntaram à sua causa, mas sua morte inesperada frustrou os planos de seus aliados e os forçou a fugir da Bulgária.